# Río San Miguel (El Mostazal)
El río San Miguel es un curso natural de agua que nace en la cordillera de los Andes, fluye en dirección general noreste y desemboca en el río Mostazal de la cuenca del río Limarí.

## Trayecto
El río San Miguel drena las cumbres de la alta cordillera de los Andes y sigue su recorrido por un cajón abundante y desemboca en el río Mostazal en la localidad del mismo nombre.: 279 

## Caudal y régimen
El Caudal del río es escaso y a veces es seco.[cita requerida]

## Historia
Luis Risopatrón escribió en 1924 en su obra Diccionario Jeográfico de Chile sobre el río:: 195 
San Miguel (Rio de) 30° 50' 70° 35' Nace en las faldas N W de los cerros de Vegas Negras, corre hácia el N W i se vácia en la márjen S del rio de El Mostazal, en el fundo de aquel nombre. 62, II, p. 280; 66, p. 223; 118, p. 153; 134; 155, p. 717; i 156.